# Sonata per a trompa (Beethoven)
La Sonata per a trompa en fa major, Op. 17, és una composició de l'any 1800 de Ludwig van Beethoven escrita per al virtuós trompista Giovanni Punto. Fou estrenada a Viena el 18 d'abril de 1800 amb Giovanni Punto com a solista i acompanyat al piano per Beethoven.
Beethoven no era gaire conegut fora de Viena en aquella època, i després d'una actuació de la peça a Pest (Hongria), en què tocaven Punto i Beethoven, un crític hongarès va escriure, "Qui és aquest Beethoven? El seu nom no ens és conegut. Naturalment, Punto, en canvi, és molt conegut."

## Instrumentació i arranjaments
La peça va ser escrita al principi per a trompa natural però habitualment es toca amb l'instrument modern amb pistons. Tanmateix, per ampliar el mercat potencial de l'obra, es va fer un arranjament per a violoncel, probablement pel mateix Beethoven, i es va publicar: Sonate pour le Forte-Piano avec un Cor ou Violoncelle.
Un altre arranjament diferent per a quintet de corda, el va fer l'oboista Carl Khym per a l'editor de música Simrock el 1817.

## Estructura
Consta de tres moviments:
1. Allegro moderato
2. Poco adagio, quasi andante
3. Rondó - Allegro moderato

Una interpretació normalment dura uns 15 minuts.